# Première Séance
 (septembre 2017).

Première Séance est un court métrage français écrit, coproduit et réalisé par Louis-Do de Lencquesaing réalisé en 2005, sorti en 2006.

## Synopsis
Assez mal en point sur le plan psychologique, Maurice vient prendre quelques jours de repos dans la campagne auprès d'un ami écrivain. Lorsqu'il fait part à ce dernier du rendez-vous qu'il a obtenu pour le lendemain à Paris avec une femme (qui est-elle ? nous n'en saurons pas plus...) mais qu'il ne veut pas y aller, le romancier lui affirme qu'il de toute importance qu'il s'y rende comme il fit lui-même autrefois, avant d'écrire son premier roman. Il se doit d'affronter la dame mystérieuse ; pour son bien, pour son équilibre futur... Le lendemain au petit matin, Maurice, pétri d'angoisse, monte dans le train, accompagné de son et son bienveillant - destination Gare d’Austerlitz

## Fiche technique
- Titre : Première Séance
- Réalisation : Louis-Do de Lencquesaing
- Assistant réalisateur : Sylvain Cailleux
- Scénario et dialogue : Louis-Do de Lencquesaing, d'après le récit d'Aladin Reibel
- Producteurs : Louis-Do de Lencquesaing (Zoé & Cie), Alice Beckmann (G.R.E.C.)
- Photographie : Jean-René Duveau
- Cadreur : Romain Bailly
- Montage : Frédéric Bois
- Musique : Pierre-Yves Macé
- Son : Olivier Grandjean (ingénieur du son)
- Mixage : Daniel Sobrino
- Montage son : David Maillard (ingénieur du son)
- Pays d'origine :  France
- Format : couleur- 35 mm (positif & négatif)
- Genre : court métrage
- Durée : 17 minutes 40 secondes
- Date de sortie : 2006

## Distribution
- Claude Duneton : le romancier
- Aladin Reibel : Maurice, son ami
- Aurélia Alcaïs : la jeune femme du restaurant
- Louis Le Bihan